# 김승진 (희극인)
김승진(1988년 4월 8일 ~ )은 대한민국의 개그맨이다. SBS 12기 공채 개그맨에 데뷔하였다.

## 출연 작품
- 개그투나잇 (SBS)
- 웃찾사 (SBS)
  - 아저씨
  - 이야
  - 해줘라
  - 문과이과
  - 남자의 심장
- 코미디빅리그 (tvn)